# مادیرا (اوهایو)
مادیرا(به انگلیسی: Madeira) شهری در ایالت اوهایو کشور ایالات متحده آمریکا است که جمعیت آن در سرشماری سال ۲۰۱۰ میلادی، ۸٬۷۲۶ نفر بوده‌است.